# النابية (المضاربة والعارة)

تعديل مصدري - تعديل

النابيـة هي إحدى قرى عزلة العارة بمديرية المضاربة والعارة التابعة لمحافظة لحج، بلغ تعداد سكانها 884 نسمة حسب تعداد اليمن لعام 2004.